# ドルドン
ドルドン (Dorudon, '槍の歯'の意) は新生代古第三紀始新世後期（約4,500万 - 3,600万年前）に生息していた初期クジラ類の絶滅した属。哺乳綱 - 鯨偶蹄目 - 原クジラ亜目に属する。現生のクジラの祖先あるいは祖先に近縁な生物であるといわれている。化石は北アメリカ大陸やエジプトなどから発見されている。学名は「槍のような歯」の意。

## 形態

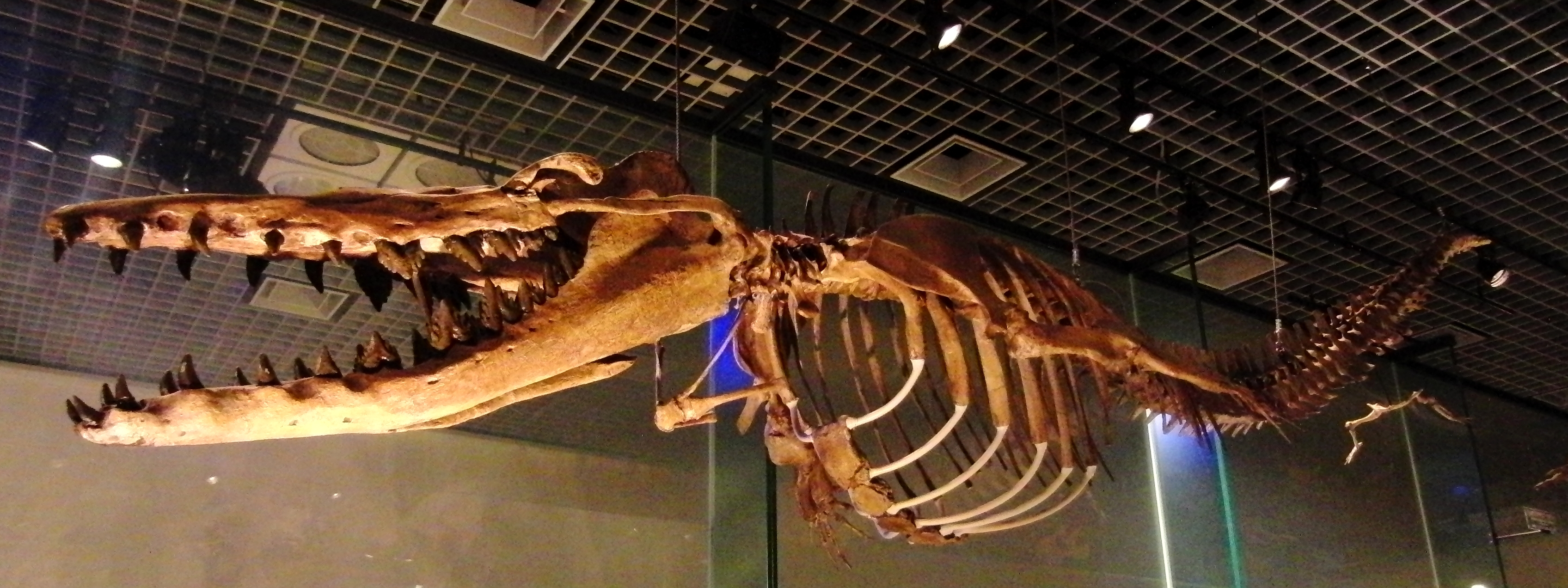
ドルドン・アトロクス（Dorudon atrox）の骨格標本。国立科学博物館の展示。

体長約4.5 - 5メートル。イルカに似た筋肉質な流線型の身体を持つ。同時に近縁のバシロサウルスにも形態が似ており、発見当初はその幼体であると誤認された。後肢は現生群ほど退化しておらず、脊柱から遊離した一連の骨を持つ。この脚は、わずかながら体外に突き出ていたのではないかとされる。噴気孔は頭頂部と吻のほぼ中間にあり、現生群との過渡的な形態を示す。しかし現生のイルカのようなメロン体を持たないため、かれら程のエコロケーション能力は持たなかったと推定される。が、近距離の仲間とは高音を使ったコミュニケーションをとることはできたであろう。鋭い歯を持ち、魚やイカ、甲殻類などを捕食していたとされる。

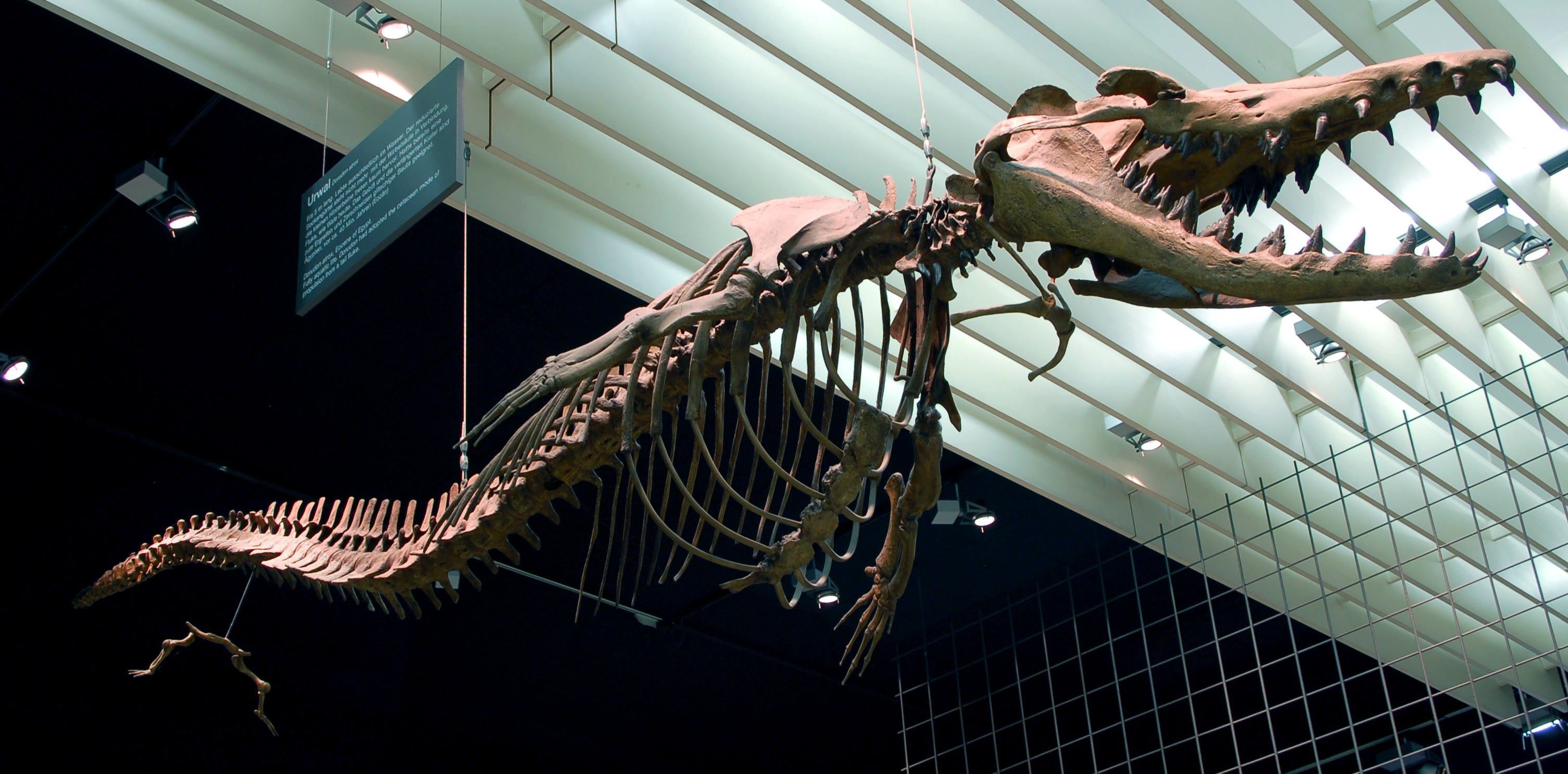
ドルドン骨格。
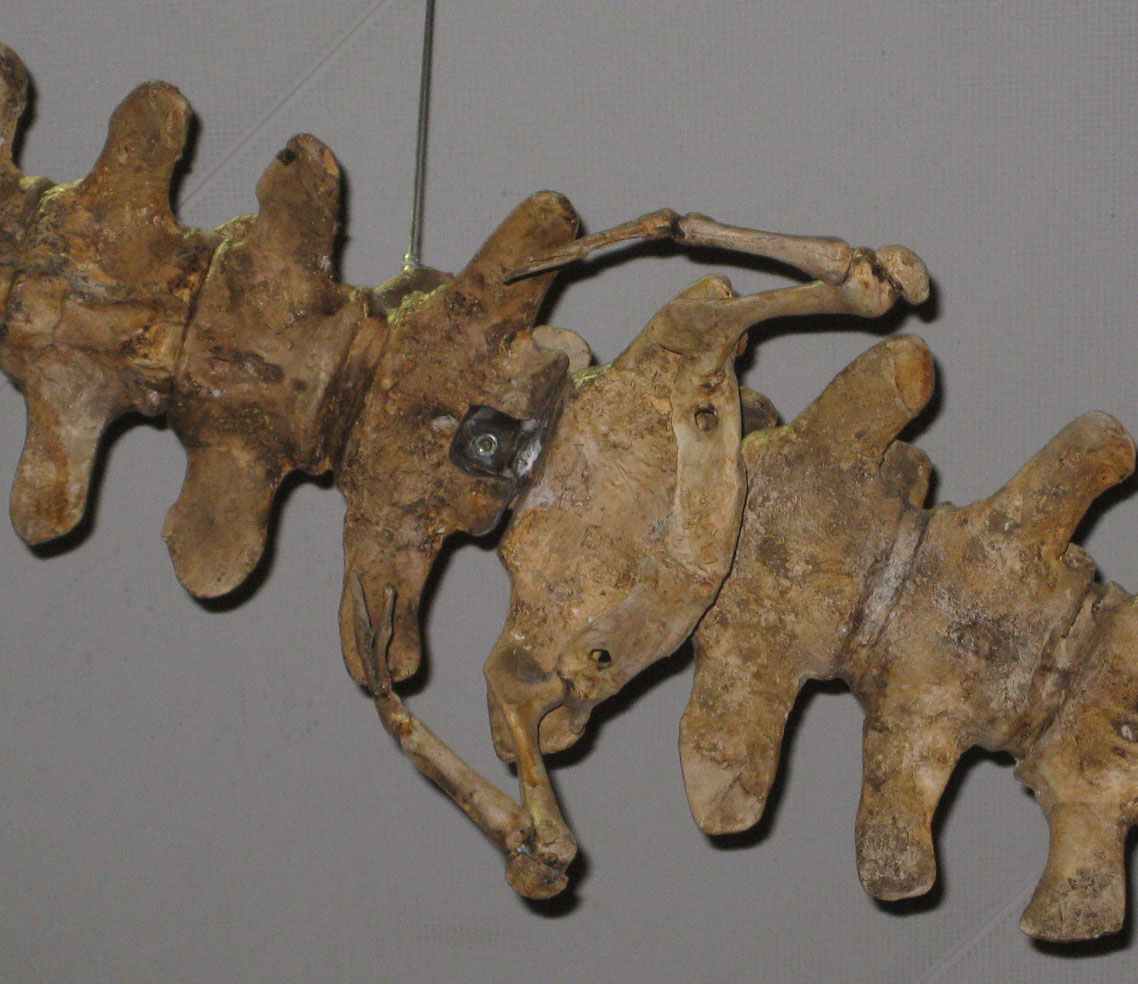
ドルドンの骨盤。痕跡器官の例。アメリカ国立自然史博物館蔵。

## 生態
かつて存在したテチス海などの温暖な海で暮らしていたと考えられている。エジプトのファイユーム県の砂漠から多数の化石が一度に見つかっていることから、おそらくは群れで生活していたのであろう。これは、より大型のバシロサウルスなどの外敵の存在があったためとされる。ドルドンの幼体の化石の中には、頭部を大型の捕食者によって噛み砕かれたと思われるものも存在する。